# Kutry torpedowe projektu 183
Kutry torpedowe projektu 183 – radzieckie kutry torpedowe, opracowane na początku lat pięćdziesiątych XX wieku. Projekt kutrów torpedowych (183) otrzymał nazwę kodową Bolszewik, a w kodzie NATO: P-6. Łącznie zbudowano ponad 600 okrętów tego typu. Był to podstawowy i naliczniejszy typ radzieckich kutrów torpedowych okresu zimnej wojny, eksportowany także do wielu krajów z radzieckiej strefy wpływów. Około 400 jednostek  trafiło do Marynarki Wojennej ZSRR, pozostałe przekazano do marynarek wojennych krajów sojuszniczych, w tym 19 do Polski. Ich odmianą pochodną były kutry rakietowe projektu 183R, a w kodzie NATO: Komar.

## Historia
W 1946 roku w ZSRR rozpoczęły się prace nad nowym typem kutrów torpedowych, który miałby zastąpić jednostki używane podczas II wojny światowej. Nowe okręty miały charakteryzować się lepszą dzielnością morską, a przy ich projektowaniu wykorzystano doświadczenia zdobyte przy eksploatacji dostarczonych w ramach umowy lend-lease amerykańskich i brytyjskich kutrów torpedowych firm Vosper, Higgins i Elco. W odróżnieniu od wszystkich wcześniejszych radzieckich kutrów, zrezygnowano z wymogu dostosowania okrętów do transportu kolejowego, co pozwoliło na wybór optymalnych rozmiarów i kształtu kadłuba, w szczególności przez zwiększenie szerokości. Projekt techniczny został opracowany przez Specjalne Biuro Konstrukcyjne nr 5 (OKB-5) (grupujące konstruktorów uwięzionych przez NKWD) wraz z biurem konstrukcyjnym zakładów nr 5. Głównym konstruktorem był Pawieł Gojnkis. Jednostkę prototypową, zbudowaną w leningradzkiej stoczni nr 5, przekazano flocie do testów w listopadzie 1949. Po wprowadzeniu drobnych zmian, projekt został zatwierdzony do produkcji seryjnej, która rozpoczęła się w 1952 roku. 
Budowano je do 1960 roku w trzech zakładach: nr 5 w Leningradzie, nr 602 we Władywostoku i nr 640 w Sosnowce. W ZSRR wyprodukowano 622 kutry torpedowe projektu 183 i jego modyfikacji. Dalsze 80 zbudowano na licencji w Chinach.
W 1957 roku kuter TKA-14 przebudowano na eksperymentalny kuter rakietowy projektu 183E, do prób pocisków P-15 i 16 października tego roku na Morzu Czarnym odpalono z niego pierwszy pocisk. W 1958 roku zdecydowano rozpocząć produkcję w Leningradzie i Władywostoku seryjnych kutrów rakietowych pod oznaczeniem projektu 183R i w efekcie powstało ich 112, w tym 54 przebudowane z kutrów torpedowych. Stały się one pierwszymi okrętami uzbrojonymi w pociski przeciwokrętowe na świecie. Zamiast wyrzutni torpedowych miały one dwie prowadnice szynowe dla pocisków P-15, przykrytych lekkimi metalowymi osłonami. Nadbudówka była stalowa zamiast drewnianej, kutry te miały też inny maszt z radarem Rangout. Wyporność wzrosła do 81 ton, a prędkość zmniejszyła się do 38 węzłów, natomiast załogę stanowiło 17 osób.

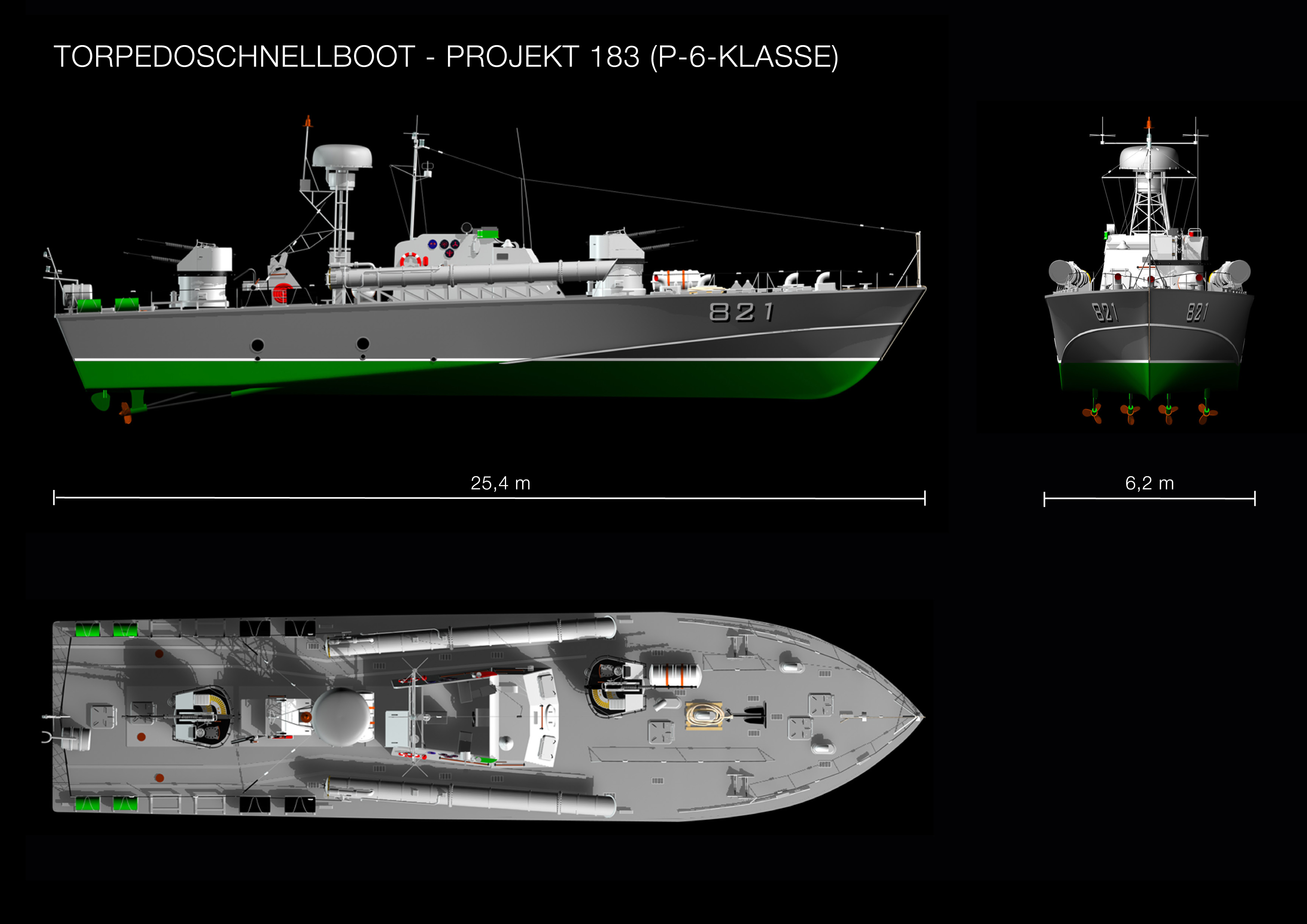

## Opis
Okręty posiadały kadłub o konstrukcji drewnianej z niewielką nadbudówką na śródokręciu. Dno nie miało redanu. Kadłub silnie rozszerzał się w 1/3 długości kutra, po czym zwężał się do pawężowej rufy. Przed nadbudówką i na rufie zamontowano podstawy pod zdwojone działka kaliber 25 mm 2M-3M. Charakterystyczne było niesymetryczne ustawienie podstawy dziobowej, która była przesunięta w lewo w stosunku do osi wzdłużnej kadłuba. Zapas amunicji wynosił 4000. Po bokach nadbudówki zostały zamontowane pojedyncze wyrzutnie torped kalibru 533 mm, odchylone na boki. Kutry mogły zabierać 8 dużych bomb głębinowych BB-1. W tylnej części nadbudówki był ustawiony maszt, a za nadbudówką na pokładzie był drugi maszt ze stacją radiolokacyjną. Wyposażenie radioelektroniczne stanowiła stacja radiolokacyjna Zarnica (później Reja), stacja rozpoznawania swój-obcy Fakieł (Nikiel-K) i transponder Chrom-K. Załogę stanowi etatowo 14 osób, w tym 2 oficerów.
Napęd stanowiły 4 silniki M-50F, w różnych modyfikacjach, głównie M-50F-1 i M-50FTK, produkowane przez zakłady nr 800. Silniki te były wysokoprężne, czterosuwowe, w układzie V12, o mocy po 1200 KM. Silniki umieszczone były po dwa w dwóch przedziałach za śródokręciem kutra (w pierwszym szeroko rozstawione silniki napędzające zewnętrzne śruby, w drugim silniki napędzające wewnętrzne śruby). Trzyłopatowe śruby miały średnicę 0,675 m. Okręt ponadto wyposażony jest w generator prądotwórczy DG-100.
W wersji kutrów rakietowych pozostawiono dziobowe działka. Kadłub tej wersji otrzymał zabezpieczenie chroniące przed działaniem gazów wylotowych startujących pocisków przeciwokrętowych. 

## Wersje

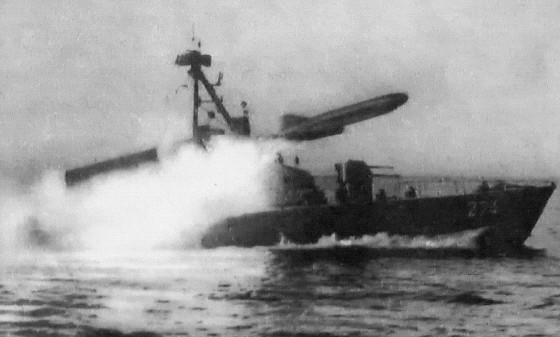
Kuter rakietowy projektu 183R

- 183 – podstawowa wersja produkcyjna  kutrów torpedowych wyposażona w dwie wyrzutnie torped kaliber 533 mm, 2 działka 25 mm, napędzana 4 silnikami M-50
- 183T – doświadczalny kuter torpedowy z 1953, w którym oprócz 4 silników wysokoprężnych zastosowano turbinę gazową M-1 o mocy 4000 KM[1].
- 183TK – produkcyjna wersja kutra torpedowego z 4 silnikami wysokoprężnymi i turbiną gazową dla mocy szczytowej - zbudowano 25 jednostek w latach 1956–1957 w stoczni nr 5. Okręty miały 5 śrub, prędkość maksymalna wynosiła 52 węzły. Dwa były wyposażone w przedni płat podwodny, który jednak nie spełnił oczekiwań[1].
- 183A – doświadczalny kuter torpedowy z poszyciem z laminatu – arktilitu[9].
- 183U – doświadczalny powiększony kuter torpedowy z 1958 roku z nowymi silnikami i 4 wyrzutniami torped, wyporność 92 t, nie produkowany[10].
- 183E – dwa kutry torpedowe przebudowane na eksperymentalne kutry rakietowe, wyposażone w 2 wyrzutnie pocisków przeciwokrętowych P-15[5]
- 183R – kutry rakietowe wyposażone w 2 wyrzutnie pocisków przeciwokrętowych P-15. W latach 1959–1965 zbudowano 110 okrętów tego typu. Cztery miesiące po zakończeniu wojny sześciodniowej, 21 października 1967, egipskie kutry rakietowe tego typu zatopiły izraelski niszczyciel „Ejlat” czterema pociskami Styx (P-15) w wyniku czego zginęło 47 izraelskich marynarzy. Było to pierwsze w historii skuteczne użycie pocisku klasy woda-woda.
- 183C – sterowany radiowo okręt-cel, zbudowano 60 jednostek tego typu[10].
- 199 – wersja ścigacza okrętów podwodnych dla wojsk pogranicza, uzbrojona w 36 bomb głębinowych (2 miotacze), bez wyrzutni torped, ze stacją hydrolokacyjną Tamir-10 – do 1959 roku zbudowano 60 jednostek tego typu[11] (inne dane: 52 jednostki[10]), oznaczenie NATO MO-VI[12] lub PO-8[11].
- Hoku – budowana w Chinach wersja kutra rakietowego proj. 183R, ze stalowym kadłubem, produkowana od końca lat 60. dla Chin i na eksport (Albania, Bangladesz, Pakistan, Egipt)[13]
- kutry rozjazdowe (pasażerskie) 40-miejscowe, produkowane od 1964[b].

## Użytkownicy
- PRL – 19 kutrów torpedowych: KT-71, KT-72, KT-73, KT-74, KT-75, KT-76, KT-77, KT-78, KT-79, KT-83, KT-84, KT-85, KT-86, KT-87, KT-88, KT-89, KT-90, KT-91, KT-92
- NRD – 27 kutrów torpedowych od 1957 roku, wycofane pod koniec lat 60. Jeden zatonął w kolizji w 1968. Trzy sprzedano w połowie lat 70. do Tanzanii (bez wyrzutni torped)[14].